# Giovanni Luca Barberi
Giovanni Luca Barberi (Lentini, XV secolo – Messina, 10 maggio 1523) è stato un notaio e giurista italiano.

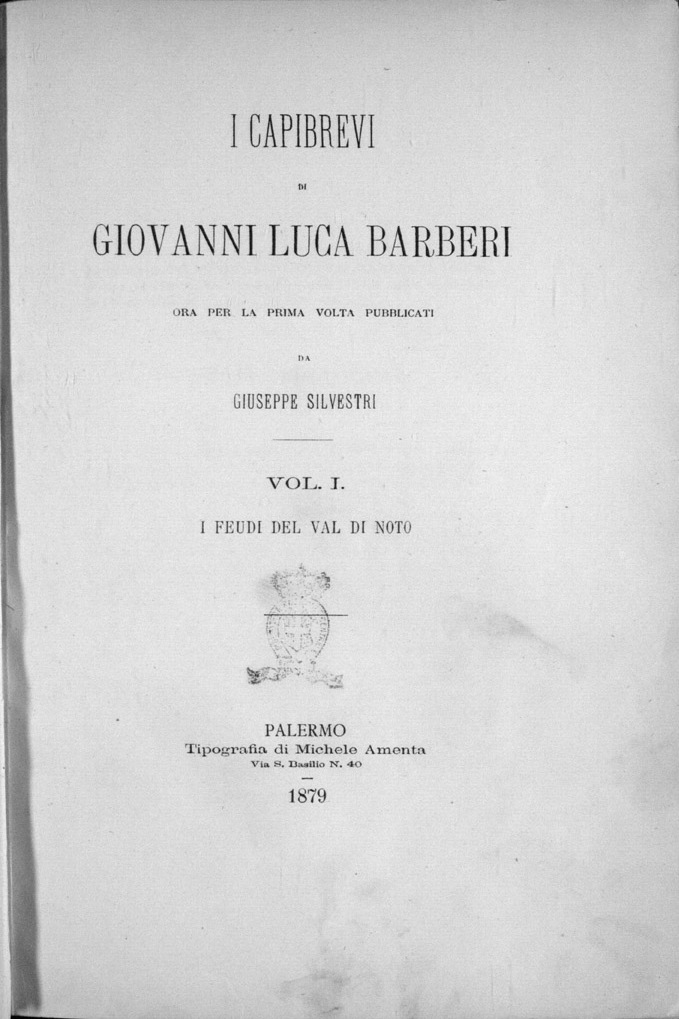
I Capibrevi di Giovanni Luca Barberi, edizione del 1879

È noto per la Descriptio terrarum in hoc Siciliae Regno existentium, in tre volumi, comunemente denominato, anche dallo stesso Barberi, Magnum Capibrevium. L'opera descrive i feudi popolati (o terre o contee) siciliani; di nessun valore letterario, è una fonte cui attingere per ricostruire la storia siciliana del feudalesimo sino agli inizi del Cinquecento.

## Biografia
Le notizie biografiche su Giovan Luca Barberi sono scarne e incerte a partire già dallo stesso cognome che presenta anche le varianti Barbieri, Barberio, De Barberiis, Barberius.
Non si conosce la sua data di nascita né il luogo; una tradizione, risalente al XVII secolo, lo vuole natio di Noto, un'altra di Lentini, altri lo vogliono nativo di Siracusa. Un recente studio, pubblicato in Archivio Storico per la Sicilia Orientale (n. 2 2018), ha dimostrato senza equivoci, con l'ausilio di una copia di un atto notarile allegato al processo per la sua eredità, che il Barberi nacque a Lentini. 
Dal Capibrevio si evidenzia la sua cultura giuridica, particolarmente versata nel diritto feudale, non sufficiente a farlo menzionare nel novero dei giuristi.
La prima data certa che lo riguarda è quella del 13 novembre 1484 quando viene nominato Commissario della Regia Gran Corte. A partire dal 1491 è Maestro Notaro della Regia Cancelleria. Nel 1497 diviene usciere del Provveditore dei reali castelli e ancora Procuratore Fiscale del Regio Patrimonio.
Mentre rivestiva questo incarico constatò, nell'esaminare i titoli di possesso del baronaggio, che molti baroni possedevano i feudi senza alcun titolo e fece profilare la possibilità che i feudi potessero essere revocati al Regio Erario. Comunicò la scoperta al viceré Raimondo de Cardona che, ravvisando il grande utile che ne poteva venire alla corona, lo incaricò di espletare le indagini e quindi lo inviò in Spagna per fare presenti al re Ferdinando i diritti della Corona su quei feudi che i baroni detenevano in maniera illegittima. Il sovrano approvò e il Barberi si lanciò a capofitto nella ricerca.
Nel 1509 fu in grado di presentare al re di Spagna i risultati del suo lavoro: il Capibreve della secrezia (redatto nel 1506), il Magnum Capibrevium (1508) e alcune indagini relative ai rapporti tra Chiesa e Stato raccolte nel Dignitates Ecclesiasticae (1506) e nel codice De Monarchia (1508).
La misura del gradimento del sovrano fu proporzionata alla irritazione che l'opera di Barberi suscitò nella nobiltà siciliana. Non sempre infatti i beneficiari erano in grado di sostenere con prove certe i loro diritti. Le loro ragioni erano affidate spesso alla fortuna di ritrovare i titoli nei vari uffici del Regno e alla obiettività del Barberi il quale, fattosi "promotore di tutti i diritti e le prerogative reali", portava avanti le sue ricerche in modo molto rigido.
Già dal Parlamento di Palermo del 7 agosto 1508 partì la prima contestazione contro il suo operato. Il Parlamento era stato convocato da Ferdinando per presentare la sua richiesta di sovvenzioni per finanziare l'impresa contro i pirati berberi che infestavano le coste del Mediterraneo. I baroni si dichiararono disposti a dare un finanziamento di 300.000 fiorini in cambio di alcune grazie, tra cui quella di essere liberati dalle vessazioni del Barberi e di avere riconfermato il capitolo di Alfonso.
Il re, accogliendo l'offerta, diede ai baroni una risposta ambigua ed equivoca: li rassicurò che avrebbe impedito al Barberi di vessarli ingiustamente. Il lavoro di Barberi non subì arresti, anzi le rimostranze dei baroni, unitamente ad una serie di accuse anche anonime che le accompagnarono, riconfermarono il re nella convinzione che quella intrapresa era la strada giusta. Si spiegano così i favori accordati a Barberi e ai suoi familiari.
Il 30 luglio 1509 il re gli affidò l'incarico di approfondire le relazioni fra Stato e Chiesa e l'esercizio dello "ius potronatus regio". Le informazioni e i documenti, spesso incompleti o inesistenti, raccolti durante questa missione furono conservati nella regia cancelleria in un volume dal titolo Liber prelatiarum. Questo materiale confluì nei Beneficia Ecclesiasticae portata a compimento nel 1511.
Egli interpretava le molte controversie tra Stato e Chiesa anche alla luce della bolla quia propter prudentiam tuam con la quale papa Urbano II nel 1098 aveva concesso a Ruggero I il privilegio della Apostolica Legazia. Questo documento, dimenticato nei secoli precedenti, era stato ritrovato, non si sa come né dove, dallo stesso Barberi che lo aveva inserito nel liber regiae monarchiae.
Intanto le turbolenze dei baroni non si placarono e gli attacchi si fecero più scaltri e mirati. Con il Capitolo CIX del 1514 il parlamento siciliano sferrò una serie di accuse circostanziate che trovarono ascolto presso la Corte. Barberi veniva accusato di trarre guadagno illecito facendo pagare, in modo arbitrario, ai beneficiari il riconoscimento delle ragioni di patronato; secondo gli accusatori, infatti, l'inquisitore doveva dimostrare l'esistenza di "ius patronatus" non costringere i beneficiari ad esibire la prova della loro eventuale autonomia.
Un'altra accusa, già avanzata nel 1508, riguardava il modo in cui Barberi lucrava per effettuare ricerche nella cancelleria, pretendendo compensi esosi per il rilascio di copie dei benefici. La terza accusa riguardava la irritualità delle procedure nel formulare le allegazioni. La notizia è da ritenere poco attendibile, tuttavia dal re non fu spesa una parola in sua difesa e fu accolta la richiesta di togliere valore normativo alle allegazioni e anche quella di non obbligare i baroni ad esibire i documenti se non lo volessero.
L'incarico a Barberi non fu revocato, ma non gliene vennero dati altri e la morte di Ferdinando, infine, concorse a relegare la sua opera in secondo piano. Barberi continuò a lavorarci fino al 1516 e fino al 1521 produsse aggiunte e aggiornamenti ai capibrevi. Morì di peste, a Messina, il 10 maggio 1523.

## ICapibrevi

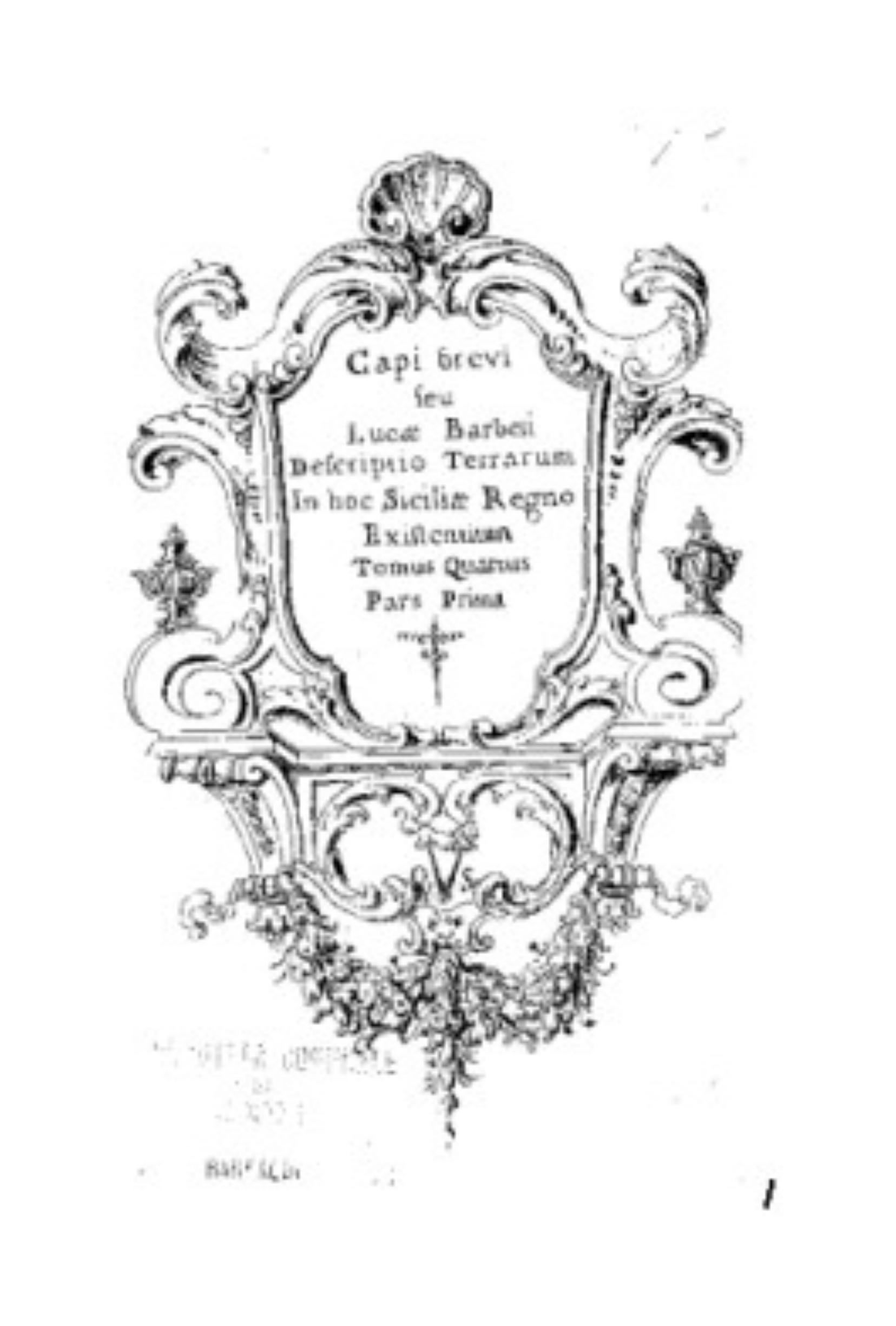
Frontespizione di uno dei sei tomi manoscritti dei Capibrevi, conservati nella Biblioteca Comunale di Aidone

Sotto questo vocabolo si definivano le raccolte dei privilegi e delle prerogative della monarchia; l'opera del Barberi è un rapporto, un rendiconto sulla situazione sia dei beni feudali che ecclesiastici in Sicilia.
Relativamente ai beni feudali Barberi compilò due grandi opere.
La Descriptio terrarum in hoc Siciliae Regno existentium in tre volumi, comunemente denominato, anche dallo stesso Barberi, Magnum Capibrevium, riguarda i feudi popolati o terre o contee.
Fu composto nel 1508 e, insieme al capibreve della Secrezia, alla Dignitates Ecclesiasticae e al De Monarchia, furono presentati a re Ferdinando nel suo primo viaggio in Spagna nel 1509. Il testo, rimasto inedito, è stato pubblicato per la prima volta dalla Società Siciliana per la Storia Patria di Palermo a cura di Giovanna Stalteri Ragusa.
Il Capibrevium Feudorum, in tre volumi, riguarda invece i feudi minori non popolati distribuiti in modo tradizionale secondo le tre valli amministrative, Val di Noto, Val Demone e Val di Mazara. Oltre ai feudi minori sono trattate anche alcune terre (è il caso di Aidone, Licodia e Alcamo), ma si tratta di approfondimenti o integrazioni su terre già esaminate nel Magnum Capibrevium; inoltre per ciascuna valle sono esaminate le rendite e i titoli di porti, mulini, giardini, tonnare, magazzini, eccetera. La pubblicazione del capibreve dei feudi fu curata in gran parte da Giuseppe Silvestri, Soprintendente agli archivi, e alla sua morte, avvenuta nel 1899, fu portata a compimento da Giuseppe La Mantia.
Fra i due capibrevi non sembra ci sia una vera e propria differenza né di sostanza né di metodo ma l'uno integra e completa l'altro.
Nelle due opere sono descritti tutti i feudi di Sicilia insieme agli atti di investitura, le successioni e le decadenze del rapporto feudale, le rendite percepite dal fisco e la legittimità o meno del possesso a partire dai primi beneficiari fino a quelli contemporanei allo stesso Barberi. Ne risulta un ampio affresco ben documentato della situazione feudale in Sicilia dalla fine del XIII secolo agli inizi del XVI secolo; ad esso a piene mani hanno attinto gli autori di storia locale ma anche tribunali e privati per la risoluzione di controversie feudali.
L'obiettivo primario delle indagini espletate dal Barberi era quello di mettere in luce le situazioni irregolari nel possesso dei feudi onde favorirne la devoluzione al fisco.

### Edizioni
- I Capibrevi, vol. 1, Palermo, Amenta, 1879.
- I Capibrevi, vol. 3, Palermo, Amenta, 1888.
- I Capibrevi, vol. 2, Palermo, Amenta, 1886.